# Luca da Leida

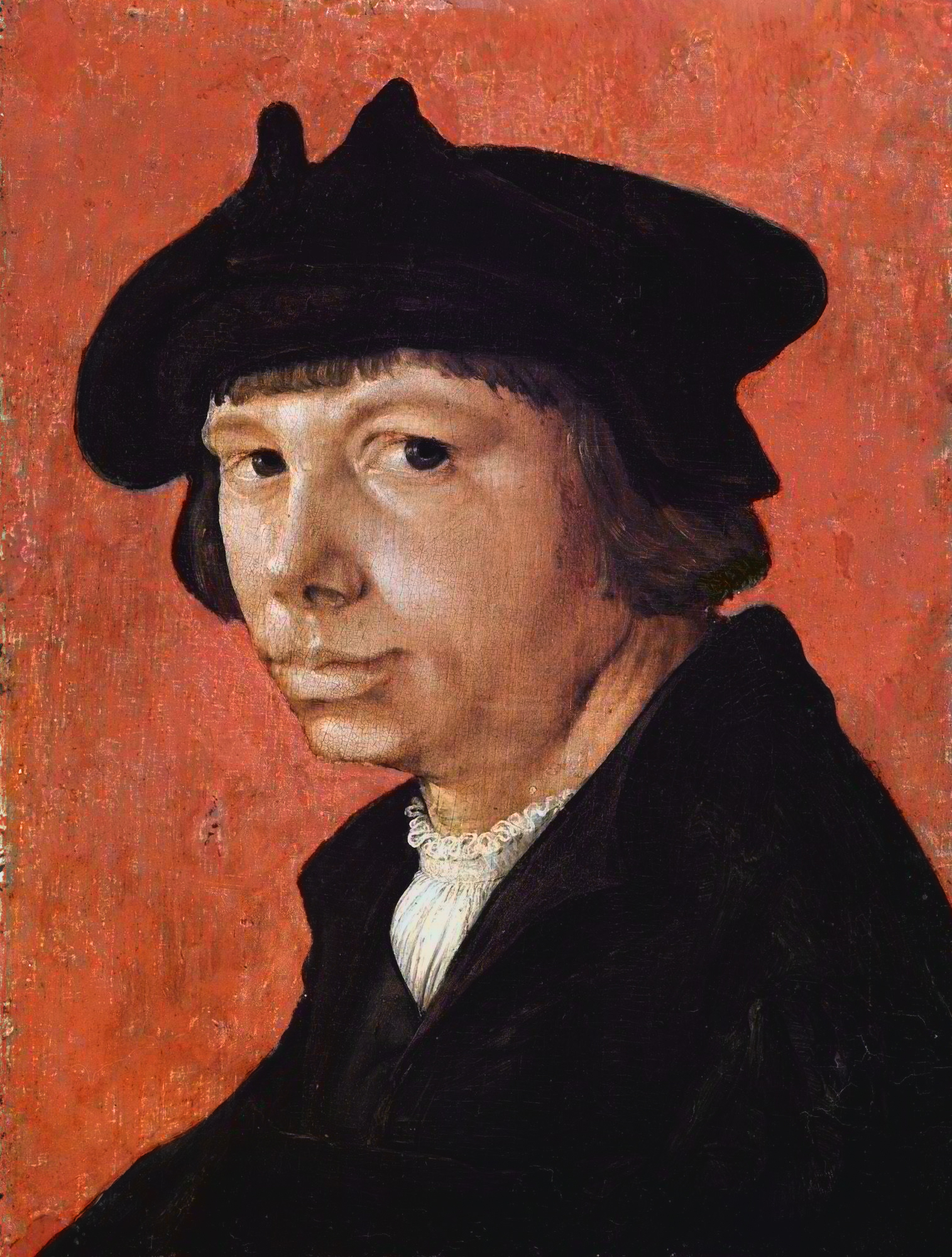
Luca da Leida

Luca da Leida, nome italianizzato di Lucas van Leyden, pseudonimo di Lucas Hugenszoon (Leida, 1494 – 1533), è stato un pittore e incisore olandese.

## Biografia e opere

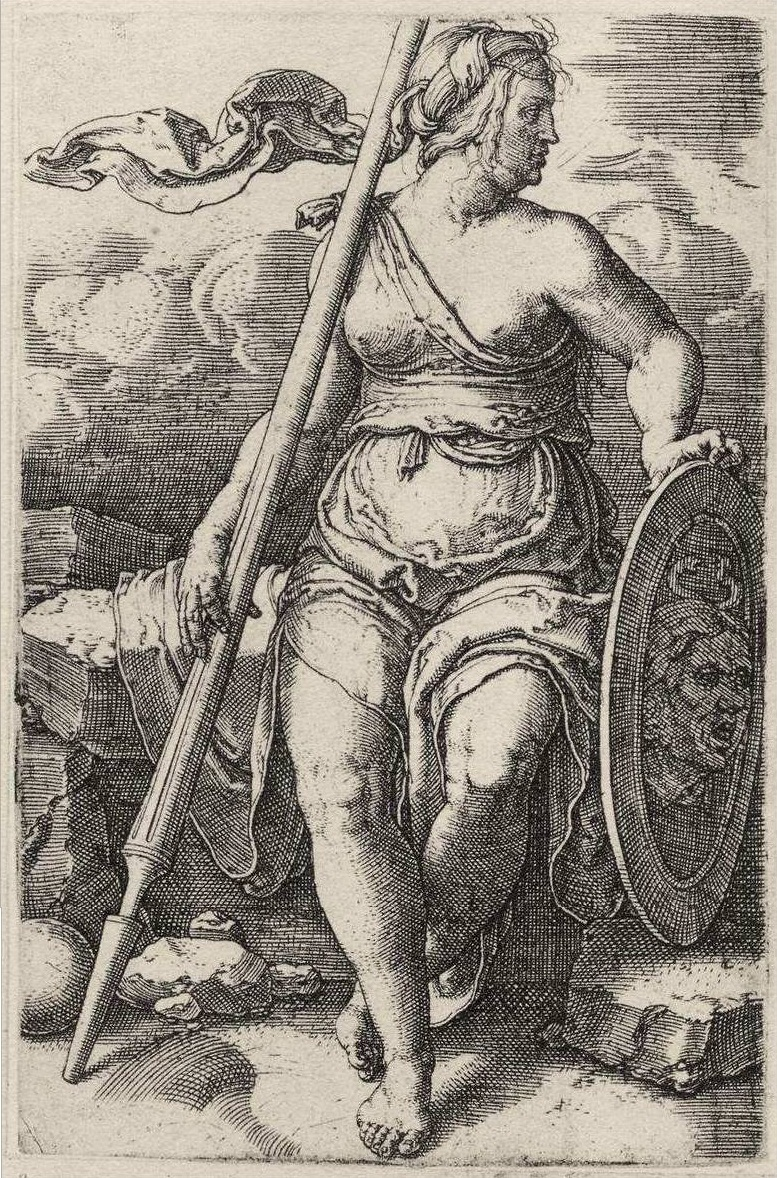
Athena Pallas

Crebbe artisticamente alla scuola che il padre aveva con Cornelis Engelbrechtszoon, dedicandosi prestissimo all'incisione ed alla realizzazione di stampe, acqueforti e xilografie, toccando temi sia religiosi che mitologici, ma soprattutto la vita popolare. Già a 15 anni infatti realizza la sua prima opera di rilievo: una serie di incisioni su rame chiamata Passione rotonda (1509), benché la sua opera nota risalga addirittura all'anno prima, intitolata Maometto e il monaco . Seguono, l'anno successivo (1510), altri notevoli lavori: La lattaia ed Ecce Homo.
Nel 1521 incontrò ad Anversa il celeberrimo pittore ed incisore Albrecht Dürer, che lo prese sotto la sua ala; i due influenzarono reciprocamente i propri stili e gli effetti nei lavori del van Leyden si vedono nel senso di un rafforzamento di toni e ombre.
Oltre che per le sue incisioni, Luca da Leida è ricordato anche per la sua arte pittorica, secondo lo stile del Pieno Rinascimento fiammingo e olandese o Rinascimento nordico, apprezzabile in opere come il Trittico del Giudizio Universale (1526-1527), conservato al Stedelijk Museum De Lakenhal di Leida) e la Danza davanti al vitello d'oro (1528). Altre importanti opere dell'artista olandese sono Davide e Saul, conservato oggi presso il Koninklijk Museum voor Schone Kunsten di Anversa ed un'Adorazione dei Magi dipinta intorno al 1523.
Tra gli artisti che ha influenzato, si può citare l'orafo, incisore e scultore Ludwig Krug.